# グアラニー語
グアラニー語（グアラニーご）またはグアラニ語（グアラニご）、ワラニー語（ワラニーご)、ガラニ語(ガラニご)、Guaraní、原語名: アバァニェエン (Avañe'ẽ)は、トゥピ語族に属する南アメリカ先住民の言語である。パラグアイではスペイン語と共に公用語として用いられるほか、同国人口の88%がこれを解し、地方部では住民の半数がグアラニー語のみを母語としている。またパラグアイに限らず、アルゼンチンのメソポタミア地方やブラジル南西部など近隣諸国の住民の間でも用いられており、ボリビアでは他の先住民言語とともに公用語のひとつとして、アルゼンチンのコリエンテス州ではスペイン語に次ぐ第二公用語に指定されている。
グアラニー語はアメリカ先住民諸語としては最も話者が多い言語の一つであり、中でも唯一大きな比率で非先住民の話者を擁する。これは南北アメリカ大陸では興味深い例外である。というのは、グアラニー語を除くと、スペイン人とアメリカ先住民の混血であるメスティーソや、文化的同化の進んだ上昇指向の強いアメリカ先住民の中では、植民地言語（この場合、他の公用語であるスペイン語）への移行がほとんど全体に共通した文化およびアイデンティティの標識となっているからである。
イエズス会の宣教師で Tesoro de la lengua guaraní (グアラニー語の宝)を著したアントニオ・ルイス・デ・モントーヤは、グアラニー語について「豊かで格調高く、最高の名声を受けるに匹敵すべき」言語であると述べている。
なお一般にグアラニー語といえばパラグアイの公用語を指すが、この言語はグアラニー諸語、もしくは方言連続体の一部であって、これらの言語群に属する姉妹語の過半も同じくグアラニー語と呼ばれていることに留意されたい。

## 歴史
イエズス会はインディヘナに対するローマ・カトリックの布教をグアラニー語で行い、イエズス会伝道所のような自治共同体でもグアラニー語が用いられた。また往時のパラグアイを支配していた諸々の独裁者が国境を閉ざしてしまったために、国内の文化や言語は守られる結果となった。こうしてグアラニー語は活力を保って生き延び、公用語の地位を得たのであった。

## 分類
一口にグアラニー語と言っても研究者は様々な方言に分かれるとしている。たとえば、まず Rodrigues (1984/85) により形態論的・音韻論的な根拠からトゥピ・グアラニー語族下の7組の言語群のうちの最初の組を以下のように分類した。
- 古グアラニー語（Guarani Antigo）
- ムブヤ語（Mbya）
- シェテ語（Xeté (Serra dos Dourados)）
- ニャンデバ語（Ñandéva; 別名: チリパ語 (en)  (Txiripá)）
- カイワ語（英語版）（別名: カヨバ語 (Kayová)）
- パニ語 (en)  (Pãi)）
- パラグアイグアラニー語（Guarani Paraguaio）
- グアヤキ語（英語版）（Guayaki）
- タピエテ語（Tapieté）
- チリグアノ語（Chiriguano; 別名: Ava）
- イソセーニョ語（Izoceño; 別名: チャネ語 (Chané)）

また Kaufman (1994) は以下のような分類を唱えた。
I. トゥピ・グアラニ語族（Tupí-Guaraní family）
- A. グアラニ語群（Guaraní group）
  - 1. グアラニ語（域）（Guaraní language (area)）
    - カイングワ方言（Kaingwá）
      - カイワ（Kaiwá、別名: カヨバ (Kayová)）
      - パニ（Pãi、別名: パニィ (Pany)）
      - タビテラン (en) （Tavüterán）

    - ボリビア　グアラニ方言（Bolivian Guaraní）
    - パラグアイ　グアラニ方言（Paraguayan Guaraní）
      - ジョパラ（英語版）（Jopará）

    - チリパ・ニャンデバ方言（Chiripá-Nyandeva）
      - チリパ（Chiripá）
      - ニャンデバ（Nyandéva）

    - チリグアノ方言複合体/新生言語 (?)（Chiriguano; 同義語: アバ (Avá)）
      - タピエテ（Tapieté (= ニャナイグア Nyanaigua)）
      - チリグアノ・チャネ・イソセーニョ（Chiriguano-Chané-Isosenyo (= タピイ Tapyi)）

    - ムビア　グアラニ方言（英語版）（Mbü’a）

  - 2. シェタ語（英語版）（Shetá）
  - 3. グアヤキ語（Guajakí）

Lewis et al. (2015a, b, c, d, e, f) はグアラニー語と名のつく言語を以下の5種類に細分化している。
- アバグアラニー語（Ava Guaraní; 別名: チリパ語 (Chiripá、Txiripá)、ニャンデバ語 (Ñandeva)[注 1]、Apytare; ISO 639-3: nhd）
  - アパポクバ方言（Apapocuva）
- 西部ボリビアグアラニー語（Western Bolivian Guaraní; ISO 639-3: gnw）
- 東部ボリビアグアラニー語（Eastern Bolivian Guaraní; 蔑称: 「チリグアノ語」 (Chiriguano); ISO 639-3: gui）
  - アバ方言（Ava）
  - イソセーニョ方言（Izoceño）
  - チャネ方言（Chané）
- パラグアイグアラニー語（Paraguayan Guaraní; ISO 639-3: gug）
  - ジョパラ方言（Jopará）
- ムブヤグアラニー語（Mbyá; ISO 639-3: gun）
  - Baticola方言
  - Tambéopé方言

なお、ここまでで度々パラグアイグアラニー語の下位分類として見られるジョパラ（方言）とはスペイン語の要素が入り混じった、都市部で用いられる口語のグアラニー語である。

## 綴字法
グアラニー語が書き言葉として使われるようになったのは、比較的最近になってからのことである。今使われているグアラニー語アルファベットは、基本的にラテン文字に準拠しつつ、2つのダイアクリティカルマークと6つの二重字を付け加えた文字体系となっている。正書法は非常に音素論的であって、個々の文字はスペイン語と似たような音価をもつ。
母音字はYを含め6字で、それぞれが鋭アクセント符号を伴って強勢を示す（Á/á, É/é, Í/í, Ó/ó, Ú/ú, Ý/ý）が、これら強勢のある文字素は無強勢のものと同じ文字として扱われる。また、チルダも多くの文字と併せて用いられている。例えば、N/nにチルダを付してÑ/ñとすると、スペイン語と同様に歯茎鼻音でなく硬口蓋鼻音を表すものとして扱われ、またチルダ付きの母音字は、ポルトガル語のように鼻母音であることを示すことができる（Ã/ã, Ẽ/ẽ, Ĩ/ĩ, Õ/õ, Ũ/ũ, Ỹ/ỹ）。
グアラニー語アルファベットに特有の表記として、チルダにより鼻音化された軟口蓋子音G/g、すなわち軟口蓋鼻音であるところのG̃/g̃がある。これがグアラニー語に導入されたのは20世紀半ばと比較的新しく、その使用を巡っては異論もある。またこの文字はユニコードでも正規合成済みとして扱われておらず、ダイアクリティカルマーク付き文字が充分にサポートされていないコンピュータやフォントを使用する際には、写植に手間がかかったりコンピュータ上の表示が完全になされないおそれがある。Gregores & Suárez (1967:116) では言及されていない。同書の同ページにおける音素と綴り字の対応関係は#母音、#子音を参照されたい。

## 音韻論

### 分節音素

#### 母音
a、e、i、o、uはスペイン語やIPAで用いられているものと概ね同じであるが、[ɛ]や[ɔ]といった異音がわりあい頻繁に用いられる。y（または î、ï、ĭ）の音価は非円唇中舌狭母音/ɨ/である。ここまでの 6母音は口母音（英: oral vowels）とも呼ばれ、各口母音はそれぞれ対応する鼻母音をもつ。口母音と鼻母音の区別は、後述する鼻音調和に関わってくる。
| i | ɨ | u |
| e |   | o |
|   | a |   |

#### 子音
子音は以下の通りである。括弧内の表記は、基本的には Gregores & Suárez (1967:116) において示されている、用いられる可能性のある全ての綴り方である。指定が複雑なものである場合には注釈を付した。
|            | 両唇音    | 唇歯音  | 歯茎音    | 歯茎硬口蓋音 | 硬口蓋音 | 軟口蓋音  | 声門音  |
| 破裂音     | [p] (p)   |         | [t] (t)   |              |          | [k]       | [ʔ] (') |
| 鼻音       | [m]       |         | [n]       |              | [ɲ] (ñ)  | [ 注 6 ]  |         |
| 前鼻音化音 | [mb] (mb) |         | [nd] (nd) |              |          | [ŋɡ] (ng) |         |
| はじき音   |           |         | [ɾ] (r)   |              |          |           |         |
| 摩擦音     |           |         | [s] (s)   | [ɕ] (ch)     |          |           | [h]     |
| 接近音     |           | [ʋ] (v) |           |              | [j]      | [ɰ] (g)   |         |

/ɕ/と/ʃ/、/ɰ/と/ɡ/、/ʋ/と/v/はそれぞれ相補分布を示す。また/j/は方言により/dʒ/と発音されることもあり、声門閉鎖音 /ʔ/ は母音間にのみ認められる。なお、Gregores & Suárez (1967:116) では上表の他に /č/（綴りはch）、/f/（綴りは f）、/δ/（綴りは d）、/l/（綴りは l）、/r/（綴りはr）、/ř/（綴りは rr）、/l̬/（綴りは ll）が見られる。歯茎ふるえ音/r/、前鼻音化音/nt/と歯茎側面接近音/l/は、グアラニー語固有の音価ではない。

### 超分節音素

#### 強勢
強勢については、鼻母音を含む語では鼻母音に置かれる。鼻母音がなければアクセントが付された音節に、それもなければ最後の音節に置かれる。

### 音節構造
グアラニー語の音節は母音のみ、または子音+母音から成り立っており、閉音節や二重子音は存在しない。すなわち (C)V(V) として表される。

### 鼻音調和
グアラニー語は世界でも数少ない、鼻音調和（英: nasal harmony）を持つ言語である。すべての単語は語幹に下記の異音を一つでも含むか否かにより、鼻音と口音に分類される。そして特定の音素が「鼻音」である単語に現れる際には必ず鼻音化した異音が出現し、「口音」である単語に鼻音化した異音は現れず、鼻音と非鼻音である異音が共に現れる単語は存在しない。
ã - ẽ - ĩ - õ - ũ - ỹ - g̃ - m - mb - n - nd - ng - nt - ñ
また鼻音調和は、接頭辞や一定の前接辞を選ぶ際にも影響を及ぼしている。例えば後置詞である pe や ta は、それぞれ鼻音である単語の後では me、nda に変化する。

## 文法
グアラニー語はきわめて膠着的な言語であって、複統合語に分類されることもある。また流動-Sの活格言語であり、ミレフスキの類型論にしたがえば、第六種に分類される。
グアラニー語には文法性と定不定を示す接小辞が存在しないが、単数を照応する定冠詞としての la、複数についての lo が、スペイン語の影響により使われるようになった。ただしこれらの語は口語グアラニー語では見られるものの、純粋なグアラニー語では用いられない。

### 形態論
Dryer (2013a) は Gregores & Suárez (1967:passim) から、屈折変化に接頭辞が関わる傾向と接尾辞が関わる傾向とでは、前者の方が圧倒的に強いと判断している。

#### 人称標識
グアラニー語では他動詞や動きの見られる（英: active あるいは agentive）自動詞の主語を共通の人称標識で表す一方、状態的な（英: inactive あるいは non-agentive）自動詞の主語と所有者はまた異なる共通の人称標識体系で表す。González (2005) は前者を「ジェンセンの Set 1」、後者を「ジェンセンの Set 2」と呼んでいる。いずれの体系にも、一人称複数について聞き手を含める包含形（英: inclusive）と聞き手を含めない除外形（英: exclusive）との違いが見られる。この区別は代名詞とも共通するものである。
|        |        | 単数 | 複数 |
| ------ | ------ | ---- | ---- |
| 一人称 | 包含   | a-   | ja-  |
| 一人称 | 除外   | a-   | ro-  |
| 二人称 | 二人称 | re-  | pe-  |
| 三人称 | 三人称 | o-   | o-   |

|        |        | 単数 | 複数  |
| ------ | ------ | ---- | ----- |
| 一人称 | 包含   | che- | jane- |
| 一人称 | 除外   | che- | ore-  |
| 二人称 | 二人称 | ne-  | pene- |
| 三人称 | 三人称 | i-   | i-    |

また、Gregores & Suárez (1967:131f) は「目的語」と称して以下のような接辞も紹介している。このうち ro- と po- 以外は「主語」として示された接辞にも同形のものが見られるが、Gregores & Suárez はあくまでも異なる体系として扱っている。一方、ro- と po- はいずれも動作の受け手が二人称で動作主は一人称であるが、Jensen (1998:498) はこうした特徴を持つ再建中のトゥピ・グアラニー祖語（英: Proto-Tupí-Guaraní）の2種類の人称標識 *oro-、*opo- を "Set 4" に分類している。
|        |        |        |      | 動作主 | 動作主 | 動作主 |
| 一人称 | 二人称 | 三人称 |      |        |        |        |
| ------ | ------ | ------ | ---- | ------ | ------ | ------ |
| 被動者 | 一人称 | 単数   | 単数 | che-   | che-   | che-   |
| 被動者 | 一人称 | 複数   | 包含 | jane-  | jane-  | jane-  |
| 被動者 | 一人称 | 複数   | 除外 | ore-   | ore-   | ore-   |
| 被動者 | 二人称 | 単数   | 単数 | ro-    | -      | ne-    |
| 被動者 | 二人称 | 複数   | 複数 | po-    | -      | pe-    |

ここまで挙げた人称標識の具体的な使用例については#動詞などを参照されたい。

#### 代名詞
|        | 単数 | 複数                           |
| ------ | ---- | ------------------------------ |
| 一人称 | che  | ñande（包含形）, ore（除外形） |
| 二人称 | nde  | peẽ                            |
| 三人称 | ha'e | ha'ekuéra / hikuái             |

一人称複数には包含形と除外形とがあり、この区別は先述の人称標識とも共通するものである。三人称複数の hikuái は動詞の後にのみ現れる。また再帰代名詞 je が用いられる。
文例:
- ohecha hikuái : 彼らは見る
- ahecha : 私は見る
- ajehecha : 私は自分を見る

#### 動詞

##### 通常の活用
グアラニー語の動詞語幹は活用の仕方に応じて3種類に分類され、それぞれ動詞を活用した際の一人称単数・二人称単数の接頭辞から名前を採って、順に areal、aireal、chendal と呼ばれている。なおaireal活用は、areal活用の一種として扱われる。
areal活用は参与者（英: participant）が行為者にあたることを、chendal活用は非行為者にあたることを示すため、それぞれ用いられる。なお他動詞はいずれの活用も行いうるが、自動詞は通常areal活用しか行わず、chendal活用を行う際には習慣性が含意される。名詞もまた活用を行うが、叙述所有を表す際にはchendal活用も行う。
なお動詞についても、語幹が鼻音か口音かによって僅かながら異なった活用を行う。
|                  | areal    | areal   | aireal   | chendal      |
|                  | 歩く     | 話す    | 使う     | 大きい       |
| ---------------- | -------- | ------- | -------- | ------------ |
| 一人称単数       | a-guata  | a-ñe'ẽ  | ai-poru  | che-tuicha   |
| 二人称単数       | re-guata | re-ñe'ẽ | rei-poru | nde-tuicha   |
| 三人称単数       | o-guata  | o-ñe'ẽ  | oi-poru  | i-tuicha     |
| 一人称複数包含形 | ja-guata | ña-ñe'ẽ | jai-poru | ñande-tuicha |
| 一人称複数除外形 | ro-guata | ro-ñe'ẽ | roi-poru | ore-tuicha   |
| 二人称複数       | pe-guata | pe-ñe'ẽ | pei-poru | pende-tuicha |
| 三人称複数       | o-guata  | o-ñe'ẽ  | oi-poru  | i-tuicha     |

##### 否定
グアラニー語で否定を表す際には、接周辞 n(d)(V)-...-(r)i が用いられる。動詞の前に現れる n(d)- は、語幹が口音に分類される場合は nd- 、鼻音に分類される場合は n- としたうえで、さらに主語が二人称単数である場合には -e- を、また一人称複数包含形である場合には -a- を、n(d)- と動詞の間に挿入することによって作られる。また、動詞の後に現れる -(r)i については、動詞の語幹が -i で終わる場合に -r- が挿入されることを示す。
否定表現は全時制で使うことができるが、未来または非現実について述べる場合には、通常の時制マーカーが mo'ã に置き換わり、Ndajapomo'ãi （私はするつもりがない）のような n(d)(V)-（語幹）-mo'ã-i という表現になる。またこの他にも、ani、ỹhỹ、nahàniri、naumbre、na'anga といった否定辞による否定表現も存在する。
|                  | 口音動詞      | 鼻音動詞        | "-i"語幹      |
|                  | japo （する） | kororõ （唸る） | jupi （上る） |
| ---------------- | ------------- | --------------- | ------------- |
| 一人称単数       | nd-ajapó-i    | n-akororõ-i     | nd-ajupí-ri   |
| 二人称単数       | nde-rejapó-i  | ne-rekororõ-i   | nde-rejupí-ri |
| 三人称単数       | nd-ojapó-i    | n-okororõ-i     | nd-ojupí-ri   |
| 一人称複数包含形 | nda-jajapó-i  | na-ñakororõ-i   | nd-ajajupí-ri |
| 一人称複数除外形 | nd-orojapó-i  | n-orokororõ-i   | nd-orojupí-ri |
| 二人称複数       | nda-pejapó-i  | na-pekororõ-i   | nda-pejupí-ri |
| 三人称複数       | nd-ojapó-i    | n-okororõ-i     | nd-ojupí-ri   |

##### 時制・相
-Ø
接尾辞を全く持たない場合は、幾分かのアオリスト性をもった現在時制として扱われる。
Upe ára resẽ reho mombyry　－　その日あなたは出かけ、遠くへ行った。
-kuri
行為が近接していることを示す。また代名詞の後に用いることもできる。
Ha'ukuri　－　私はちょうど食べてしまった。
Ha che kuri, che po'a　－　そして私に起きた事を言えば、私は幸運だった。
（注）本例中の ha'u は、不規則活用する動詞 u（食べる）の一人称単数形である。
-va'ekue
遠い過去に起こったことを示し、それが実際に起こったと断言する際に用いられる。
Okañyva'ekue　－　彼はとっくの昔にいなくなってしまった。
-ra'e
かつては疑っていたものの、発話時点では間違いないと考えるようになったことを示す。
Nde rejoguara'e peteĩ ta'angambyry pyahu　－　なるほど、君は結局、新しいテレビを買ったんだね。
-raka'e
完了相で表される事実について、それが確かでないことを示す。ただし近年では、この形態素が持っていた意味は一部が失われ、ra'e や va'ekue と同じように用いられている。
Peẽ peikoraka'e Asunción-pe　－　君達はアスンシオンに住んでいたことがあるように思う。
-ta
まもなく起こる未来時制を指すほか、高圧的な命令法としても用いられる。ここに強勢が置かれることはない。
Oujeýta ag̃aite　－　彼はすぐに帰ってくる。
-ma
既に起こったこと、完了相を表す。-ta と併せて用いることもある。ここに強勢が置かれることはない。
Ajapóma　－　私は既にやってしまった。
Ahátama　－　私は既に向かっているところだ。
-va'erã
問題が今にも起ころうとしている訳ではないもの、社会的・道義的な理由により行わなければならないものを示す。ドイツ語の法助動詞である sollen に似た意味を持つ。
Péa ojejapova'erã　－　それは行われねばならない。
-ne
おそらく起こるであろうこと、またはそうであろうと話者が考えていることを指す。ある意味ではスペイン語の接続法に関連する形態素である。ここに強勢が置かれることはない。
Mitãnguéra ág̃a og̃uahéne hógape　－　子供達は今に家に戻ってくるさ。
-(h)ína
発話時点で繰返している行為、現在または大過去における継続相・強意形を示す。なお、口音には hína、鼻音にはínaが前接する。
Rojatapyhína　－　私たちは火をおこしている。
che ha'ehína　－　私がまさにそれだ。
-vo
-hína に類似した形態素であるが、必ずしも発話時点でなされていると限らない点で若干異なっている。ここに強勢が置かれることはない。
amba'apóvo　－　私は働いている。（現在とは限らない）
-pota
行為が今まさになされようとしていることを示す。なお -po で終わる動詞に前接する場合は、ある種の連声により -mbota に変化する。
Ajukapota　－　私はちょうど今から殺そうとしていたところだ。
ajapombota　－　私は今からやるつもりだ。
-pa
一連の過程が全て終わったことを強調して言う際に用いられる。また -ma と併せて páma とすることもできる。
Amboparapa pe ogyke　－　私は壁を塗りきった。
ñande jaikuaapáma nde remimo'ã　－　私達はあなたの考えをすっかり知り尽してしまった。

#### 限定詞
話者の近くにあり、見えるもの
ko　－　これ
pe　－　それ
amo　－　あれ
peteĩ-teĩ　－　各々
ko'ã　－　これら
umi　－　それら
不明瞭で話者の遠くにあり、見ることができないもの
ku　－　あれ
akói　－　あれら
その他の限定詞
opa　－　全ての
mayma　－　みな（人にのみ用いる）
mbovy　－　いくつかの
heta　－　多数の
ambue　－　他の
ambueve　－　もう一方の
Oimeraẽ　－　どちらかの
Mokoĩve　－　両方の
Ni peteĩ　－　いずれでもない

### 統語論

#### 句

##### 名詞句

###### 後置詞
グアラニー語は名詞（句）の後ろに後置詞をとる。Gregores & Suárez (1967:160–164) にある後置詞の一覧を以下に示す。この中では pe の使用域が非常に広いとされている。 
ʔári　－　（直接的に触れて）…上に
- 例: tupà ʔári　－　寝床の上に

ní　－　…と（共に）
gwi　－　〔起点、原因、比較〕 …より
gwiguá　－　…（由来）の
gwivé　－　〔起点、原因〕 …より
pe　－　〔位置、行き先〕 …に; …によって
- 例: peteĩ́ ʔóga pe　－　一軒の家（の中）に

moɨvé　－　…の前に
pevé　－　〔到達点〕 …まで
rehé　－　…を通って; …に沿って
riré　－　〔時間〕 …の後に
rupí　－　…を通って; …のそばに; 〔理由〕 …の為に
(i)ša　－　…のように
通常、1音節のみの後置詞は直前の名詞（句）に複合され、2音節以上であれば分かち書きされる。

###### 名詞句の語順
パラグアイグアラニー語の口語について扱う Gregores & Suárez (1967:150) によると、名詞句は「指示詞-（数詞）-冠詞-名詞-名詞-限定的 quality 動詞-唯一性を表す語（nte など）-後置詞句-複数を表す語（kuéra または hikuãi）」という順番となるが、1つの名詞句に現れる限定語（英: attributes）の数は最大でも5までしか確認されていない旨が述べられている。また、左記のうち数詞と kuéra/hikuãi はいずれか一方のみが現れるともされている。
- 例: upe la 'óga nte ita guiguá kuéra

グロス: dem art 家 だけ 石 pl
訳: 石でできたこれらの家々だけ

#### 節

##### 語順
Lewis et al. (2015e) はパラグアイグアラニー語について類型の欄に SVO と記している。パラグアイグアラニー語の口語について扱う Gregores & Suárez (1967:182) によると、語順は基本的には自由であるが、「以下に述べることは印象主義者的な評価に基づく概算に過ぎないことと理解されるべきである」という断りを添えつつ、「主語-動詞-間接目的語-目的語-副詞的限定詞」の順が最も頻度が高いとしている。Dryer (2013b) は同ページの記述から、グアラニー語において優勢な語順は SVO であるとする判断を下している。

## 語彙論

### 単語・会話の抄例
- Mba'éichapa　ンバエイシャパ　：　おはよう　こんにちは　お元気ですか
  - Mba'éichapa nde pyhareve　：　おはよう[14]
  - Mba'éichapa nde ka'aru　：　こんにちは[14]
  - Mba'éichapa pyhare　：　こんばんは[14]
- Iporã　イポラ　：　よい　OK　最高　すばらしい
- Jajohechapeve[14]　：　さようなら / Jajuechapeve　：　こんばんわ　さようなら　また今度

- angirũ　：　友達（男女とも）　
  - 一般的には che angirũ {名前}　で 使う
- Nepora　：　かっこいい　かわいい
- Mba'éicha reiko?[14]　：　お元気ですか
- Aiko porã[14] / Iporante　：　元気ですよ（お元気ですか、の問いに答えて）
- Jajuechapeve che angirũ　：　さようなら、私の友達
- Avya roikuaavo　：　はじめまして　どうぞよろしく
- Iporante avei　：　すばらしい　私は大丈夫です・元気です
- Avya re hai haguere cheve　：　私も貴方のさらなる幸運と努力を願っています
- Ara pora koape　：　今日はいい天気です

### グアラニー語由来の英語
グアラニー語からは動物の名称を中心に、若干の単語がポルトガル語を経由して英語へと取り込まれた。例えばジャガーは jaguarete に、ピラニアは pira aña にそれぞれ由来している。またアグーチは akuti を、バクの英名 Tapir は tapira を、アサイーは ĩwasa'iを語源としており、パラグアイやウルグアイは国名そのものがグアラニー語である。ただし、これらは姉妹語のトゥピ語に由来する可能性もある。